# Māris Bogdanovičs
Māris Bogdanovičs (Dobele, 19 de noviembre de 1991) es un ciclista letón, miembro del equipo Hengxiang Cycling Team.

## Palmarés
2016
- Baltic Chain Tour, más 1 etapa

2017
- 1 etapa del Baltic Chain Tour
- 1 etapa del Tour de China II
- 2 etapas del Tour de Fuzhou

2019
- 1 etapa del Tour de Tochigi

2020
- 3.º en el Campeonato de Letonia en Ruta

2021
- 3.º en el Campeonato de Letonia en Ruta

2024
- 2.º en el Campeonato de Letonia en Ruta